# Нєдов Петро Миколайович
Петро́ Микола́йович Нє́дов (25 грудня 1926, Чийшія — 19 лютого 2009, Кишинів) — радянський фітопатолог-імунолог, доктор біологічних наук з 1983 року. Член секції виноградарства відділення рослинництва і селекції ВАСГНІЛ, член групи фунгіцидів Всесоюзної комісії з хімічних засобів захисту рослин.

## Біографія
Народився 25 грудня 1926 року в селі Чийшії Болградського району Одеської області. У 1957 році закінчив Одеський державний університет. Працював на науковій роботі. З 1978 року завідувач відділу захисту рослин Молдавського науково-дослідного інституту виноградарства і виноробства.

## Наукова діяльність
Виявив збудників гниття коренів винограду, встановив їх патогенність і поширення в залежності від ґрунтово-кліматичних умов і сортових особливостей винограду; розробив методику створення комплексного інфекційного фону і оцінки сортів і форм винограду на філоксеростійкість; виявив донорів імунітету; створив новий генофонд стійких форм підщеп винограду до листової і кореневої форм філоксери. Співавтор 10 нових сортів винограду, толерантних до філоксери, стійких і до морозу і до мілдью. Автор близько 100 наукових праць, зокрема:
- Иммунитет винограда к филлоксере и возбудителям гниения корней. — К., 1977.